# Флаглер Естејтс (Флорида)
Флаглер Естејтс (енгл. Flagler Estates) насељено је место без административног статуса у америчкој савезној држави Флорида.

## Демографија
По попису из 2010. године број становника је 3.215.
| Група             | 2000.    | 2010.         |
| Белци             | 0 (0,0%) | 2.735 (85,1%) |
| Афроамериканци    | 0 (0,0%) | 199 (6,2%)    |
| Азијати           | 0 (0,0%) | 11 (0,3%)     |
| Хиспаноамериканци | 0 (0,0%) | 201 (6,3%)    |
| Укупно            | 0        | 3.215         |